# Lang (köpinghuvudort i Kina, Tibet Autonomous Region, lat 29,04, long 92,98)
Lang (kinesiska: 朗, 朗镇) är en köpinghuvudort i Kina. Den ligger i den autonoma regionen Tibet, i den sydvästra delen av landet, omkring 190 kilometer öster om regionhuvudstaden Lhasa. Antalet invånare är 4 391. Befolkningen består av 2 042 kvinnor och 2 349 män. Barn under 15 år utgör 20,0 %, vuxna 15-64 år 76 %, och äldre över 65 år 3,0 %.
Runt Lang är det mycket glesbefolkat, med 2 invånare per kvadratkilometer. Närmaste större samhälle är Nangxian, 10,6 km öster om Lang. Trakten runt Lang består i huvudsak av gräsmarker.
Genomsnittlig årsnederbörd är 1 300 millimeter. Den regnigaste månaden är juni, med i genomsnitt 267 mm nederbörd, och den torraste är januari, med 7 mm nederbörd.